# 雷哥公園
雷哥公園（英語：Rego Park）是一個位於紐約市皇后區的街區。

## 地理
雷哥公園在北邊與埃姆赫斯特和可乐娜鄰接，在東側、南側與森林小丘鄰接，在西側則與中村鄰接。

## 歷史
此區在20世紀初葉以前是一片農田，居住著荷蘭裔和德國裔的農夫，他們將農產品銷往曼哈頓。之後逐漸改由華人農夫居住，將產品獨家銷往中國城。
一間名為「Real Good Construction Company」的建設公司在1920年代中期開始開發此區，雷哥公園的英文原名「Rego Park」就是來自於這間建設公司前兩個單字的前兩個字母組成。該公司建造了525棟房屋，當時售價為每棟8,000美元，在1926年時沿著皇后大道和63路建造了商店，1927-28年間則建造了多棟公寓大樓。
和鄰近的森林小丘街区相同，雷哥公園長期以來居住著許多的猶太裔居民，區域內有不少猶太會堂和符合猶太教規的餐廳。知名漫畫家亞特·史畢格曼便是在此區長大，在他著名的猶太人大屠殺主題圖像小說作品《鼠樣人生》（Maus）中，一幕與年邁父親有關的重要橋段就是以雷哥公園為背景舞台。包括史畢格曼和他的雙親在內的許多大屠殺倖存者在1945年後於此區定居。許多猶太人隨後搬往更遠的郊區居住，取而代之的是來自苏联的猶太裔移民，其中大多是來自中亞。雖然這些移民的種族租先應追溯回布哈拉猶太文化，但由於受到之前在苏联生活的影響，雷哥公園有著一種俄羅斯的氣氛，可見許多以西里尔字母書寫的看板招牌。此區大多數的布哈拉猶太人移民來自烏茲別克和塔吉克斯坦，因此在不少雷哥公園的餐廳內都可看到來自兩國的料理。此外，本區也有來自阿爾巴尼亞、以色列、羅馬尼亞、伊朗、哥倫比亞、南亞、中國、保加利亞與南韓的移民。

## 著名居民
- 席德·西泽（Sid Caesar，演員、喜劇演員）
- 薇拉·艾伦（Vera-Ellen，女演員、舞者）
- 湯米·雷蒙（Tommy Ramone，雷蒙斯合唱團鼓手）
- Bobby Schayer（邪教合唱團前鼓手）

## 資料來源
1. ↑  Popik, Barry. .   [16 September 2010]. （原始内容存档于2011-10-15）.
2. ↑  Congressman Anthony D. Weiner: Rego Park （页面存档备份，存于） from Vincent Seyfried, The Encyclopedia of New York City, Edited by Kenneth T. Jackson. New Haven, Yale University Press. 1995., accessed December 3, 2006

## 外部連結
- 皇后區6號社區區域 - 紐約市都市計畫部門 （页面存档备份，存于）
- 雷哥公園區內的公園
- 雷哥公園氯化聯盟 （页面存档备份，存于）
- Lost Battalion Hall 休閒中心 （页面存档备份，存于）

40°43′25″N 73°51′36″W / 40.723688°N 73.86009°W